# 然然
然然（法語：Gingins）是瑞士联邦西部法语区的沃州下设的一个镇。在行政上属于尼永区管辖。然然的总面积为12.58平方公里。截至2010年底，总人口为1,141。